# Coolidge (Teksas)
Coolidge je gradić u američkoj saveznoj državi Teksas. Prema popisu stanovništva iz 2010. u njemu je živjelo 955 stanovnika.